# Мемоари једног геј музичара
Мемоари једног геј музичара: рат без мира је аутобиографски роман српског музичара и књижевника Драгана Каролића (1960) објављен 2013. године у издању издавачке куће "Нова поетика".

## О аутору
Драган Каролић је рођен 1960. године у Београду где је и започео студије флауте, певања и клавира. Своје музичко усавршавање је наставио у Риму, Бечу и Лондону. 
Земљу је напустио 90-их година и одлази да живи и ради у Немачкој. Учествовао је на многим концертима широм света, гостовао на радију и телевизији, и издао је доста музичких албума. У књижевности се опробао када је објавио аутобиографску књигу Мемоари једног геј музичара. Иако је рођен као хомосексуалац у земљи где је истополни секс био кривично дело, нешто сасвим ружно и неприхватљиво са становишта патријархалне традиције али је ипак успео да се избори за свој интегритет и за оно што воли.

## О роману
У књизи су описане две најважније ствари ауторовог живота – музика и секс.
Кроз причу води кроз детињство, одрастање и сазревање, описује геј шеме и авантуре. Све то се догађа у времену крајем седамдесетих и почетком осамдесетих у Србији.
Драган Коларић је испричао причу о животу необичне особе за нашу средину, али је прича о музици за коју аутор каже да му је веома важна.